# João Luiz Pozzobon
João Luiz Pozzobon (Cachoeira do Sul, 12 de dezembro de 1904 — Km 3, Santa Maria, 27 de junho de 1985), foi um diácono permanente e missionário brasileiro.
É considerado Servo de Deus pela Igreja Católica desde o ano de 1994, quando foram iniciados os trabalhos por sua beatificação. Em 2025 ele foi declarado Venerável pelo Papa Leão XIV

## Biografia

### Infância
Nasceu em uma família de imigrantes italianos na vila de Ribeirão, hoje pertencente ao município de São João do Polêsine, no estado do Rio Grande do Sul. Ele foi filho de Ferdinando Pozzobon e Augusta Bortolini Pivetta Pozzobon.
Sendo sua família profundamente religiosa, desde jovem João teve uma educação católica permanente. Aos doze anos deixou os estudos para ajudar seus pais na lavoura de arroz. Teve problemas permanentes de visão, não podendo ingressar no serviço militar.
Anos mais tarde, João vai dizer sobre sua saúde: "Deus, em sua infinita bondade, não me considerou incapaz. Ele me empregou tal como sou e me confiou à sua Mãe para a Campanha do Santo Rosário. Ninguém é incapaz de servir a Deus."

### Marido e pai
Casou-se com Teresa Turcato em 1928, tendo dois filhos com a mesma: Eli e Ari. Vindo a ficar viúvo, casou-se em segundas núpcias com Vitória Maria Filippeto, em 1933, tendo mais cinco filhos: Nair, Otilia, Pedrolina, Humberto e Vilma.
Ele deixa sua profissão de agricultor para abrir uma pequeno empório na parte da frente de sua casa. Torna-se muito respeitado pelo povo de sua cidade, especialmente graças à sua honestidade. Ele dizia: "Eu poderia ser um homem rico, mas eu aplicava apenas a margem de lucro legítimo, você não pode obter o que pertence aos outros." Esta prática era muito diferente da de outros comerciantes da época, que vendiam mercadorias pelo dobro do preço que haviam comprado

### Primeiros contatos com Movimento de Schoenstatt
É em 1947 que sua vida cruza o caminho do Movimento de Schoenstatt. Ele começa sua jornada de formação espiritual com as Irmãs de Maria de Schoenstatt e o Pe. Celestino Trevisan. Ele estará presente na bênção da pedra fundamental do Santuário de Schoenstatt de Santa Maria (RS). Nesta cerimônia está presente o Padre José Kentenich, fundador de Schoenstatt. Este fato irá marcá-lo para sempre: "Eu me sentia como um aluninho do Padre Kentenich", diria Pozzobon mais tarde. "Desde quando eu tinha doze anos eu sentia um vazio, uma falta de algo que eu não entendia. Mas a partir desse momento, eu descobri que era a falta de Deus e de Sua Mãe." João selará sua Aliança de Amor com Maria no dia 11 de abril de 1948, dia da bênção e inauguração do Santuário de Santa Maria.

### Início da Campanha da Mãe Peregrina

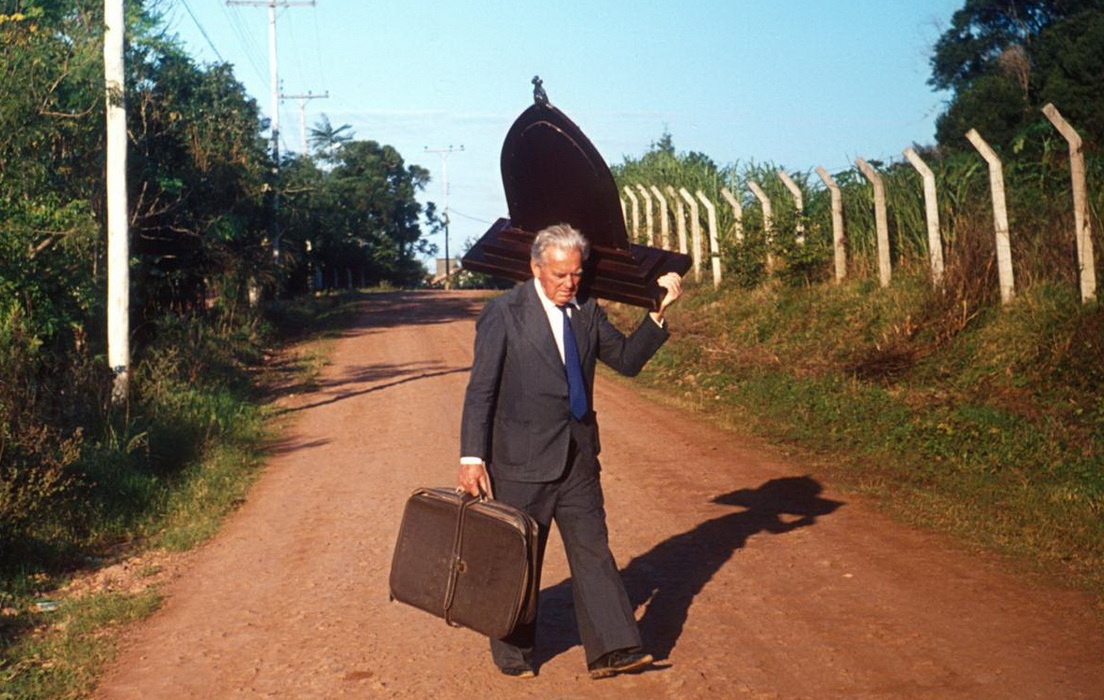
Pozzobon carregando a imagem da Mãe Peregrina

Em 1950, o Papa Pio XII havia convocado um Ano Santo para a Igreja. No dia 1° de Novembro do mesmo ano seria proclamado o dogma da Assunção da Bem-Aventurada Virgem Maria. Em setembro, João tinha participado, com uma centena de homens, de uma série de exercícios espirituais que o Pe. Celestino Trevisan dera com a irmã Teresinha Gobbo. Eles discutiram a importância de rezar o Santo Rosário e de como estimular uma cruzada de oração nas famílias.
No dia 10 de setembro de 1950 ele recebe das mãos da Irmã Teresinha Gobbo a imagem da Mãe e Rainha de Schoenstatt, para ir rezar o Rosário nas casas das famílias. "Naquele momento, entendi que a bondade e a misericórdia de Deus e da Mãe e Rainha tinham me dado uma grande missão evangelizadora: a Campanha do Santo Rosário". Ele está convencido de que "quando algo vem de Deus, um homem pode mover o mundo". Eu disse à Mãezinha: "Tenho sete filhos e uma esposa, e eu sou responsável perante Deus por meus filhos e minha esposa, mas se é da vontade de Deus e Sua, um homem pode mover montanhas." E tudo correu bem. Nos primeiros anos, eu dedicava à Mãe e Rainha duas horas por dia do meu tempo. Quando as crianças estavam mais crescidas e podiam trabalhar na loja, passei a me dedicar totalmente à campanha. Se Deus quer que alguém executa uma tarefa, ele também concede o tempo para se dedicar à sua família."
Os pedidos para receber a visita da imagem da Mãe Três Vezes Admirável foram aumentando. João permanece em sua loja na parte da manhã e, depois de entregar todas as encomendas, deixa o balcão para sua esposa e filhos para passar a tarde visitando as famílias para rezar o Rosário. Ele começa a visitar as escolas, hospitais e até prisões na região. E sempre a pé, carregando a imagem de costas, pesando mais de 11 kg.
Ele também organiza "missões" nos vilarejos: ele leva a imagem e as famílias se reúnem para rezar o Rosário. Em seguida, prega o Evangelho, fala sobre a necessidade de conversão e pergunta sobre a situação material e espiritual das famílias. Assim, ele deixa o povoado e retorna alguns dias mais tarde, trazendo ajuda material e também um Padre para celebrar a Missa, confessar e casar casais e para batizar as crianças.
Então os frutos começam a aparecer. Muitas famílias voltam para a Igreja; peregrinações ao Santuário de Schoenstatt são organizadas; a adoração eucarística é estabelecida em várias paróquias; fazendeiros constroem capelas nos povoados.

### Desenvolvimento da campanha

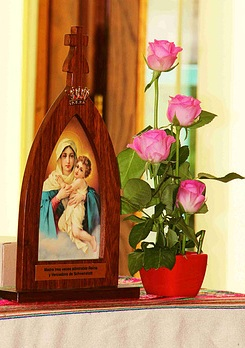
Imagem menor, utilizada atualmente na Campanha

Com o tempo, "seu João" não consegue mais fazer todas as visitas sozinho com a imagem peregrina. As Irmãs de Maria de Schoenstatt fazem cópias da imagem, mas em um tamanho menor, para tornar mais fácil o seu transporte por outros voluntários, que visitam trinta famílias cada.
Em 30 de dezembro de 1972, ele é ordenado diácono permanente por Dom Érico Ferrari, bispo de Santa Maria. O Diácono João Pozzobon passará, desde então, por novas provações. No início, seu trabalho não é compreendido e muitas vezes é criticado. Mas ele permanece em obediência ao seu bispo e ao seu pároco.
"Às vezes, desanimado, eu me perguntava: O que é que eu estou fazendo? Eu deixei o que é mais caro para mim, longe da minha família, sozinho nesse caminho. Então eu me lembrava: eu porto a Mãe de Deus. O mundo precisa de heroísmo. E isso me dava de volta a força e a coragem para ir adiante."

### Dedicação aos pobres
Em 1952, funda em Santa Maria a Vila Nobre da Caridade, construindo uma pequena obra social que marcaria a vida de muitos necessitados. A Vila Nobre da Caridade possuía 14 casas, sendo que cada uma tinha o nome de uma flor. Atualmente somente uma casa permanece: Flor de Maio. Dentro da Vila Nobre da Caridade existe a Capelinha Azul, a mais ativa das três capelas construídas em honra à Mãe e Rainha de Schoenstatt em bairros necessitados da Paróquia Nossa Senhora das Dores.
"Lá, eu compreendi o significado da Via Sacra, o sofrimento de Cristo que só podemos imaginar. O sofrimento de nossos irmãos causados por aqueles que não fazem nenhum esforço para se sacrificar pelo outro. Eu confio na Divina Providência. Nunca fui um homem rico, mas sei que Deus não abandona aqueles que servem ao seu próximo."

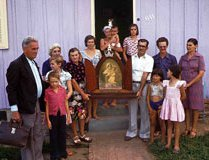
Pozzobon visitando uma família em um povoado

Os moradores da Vila Nobre da Caridade recebiam a casa e ajuda mensal para as necessidades básicas. João buscava muito apoio dos empresários da cidade e principalmente da vizinhança. Porém, para permanecer morando na Vila Nobre as famílias deveriam seguir uma pequena lista de regras de bom convívio que foi montada, que incluía pontos como as crianças da casa irem à escola e os moradores se "autoajudarem" procurando melhorar de vida para poder ceder o seu lugar a outros mais necessitados.
"Eu queria tanto mudar este mundo tão dominado pelo materialismo! Trazer a Jesus, trazer a Sua mensagem, e que todos se tornem bons e se amem mutuamente. Sentia muita força e alegria, e me colocava à disposição da Mãe para aceitar todos os sacrifícios que ela me enviasse. Por amor a essa imagem sagrada, eu tive duas mil camas diferentes na escuridão da noite, entre os lírios dos campos e os bosques. Ela sempre me acompanhou nas longas caminhadas, cruzando vales e rios, e quando eu estava sentado à beira da estrada e lhe dizia: 'Mãe, eu não aguento mais!', quando passava por humilhações e sofrimentos, ela sempre me acompanhava. Somente com a minha força eu nunca poderia ter feito tudo isso."

### Morte e legado

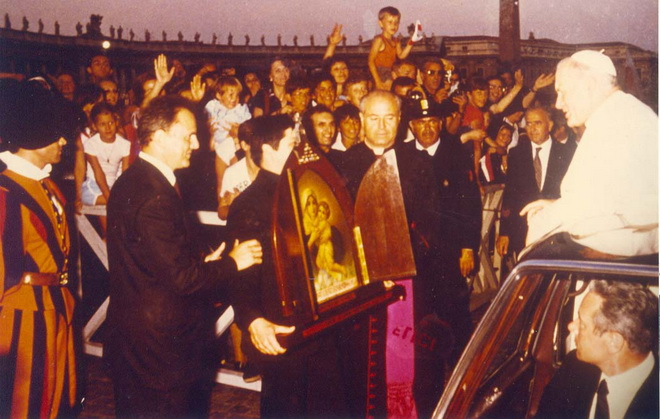
O Papa João Paulo II abençoa a imagem peregrina de João Pozzobon, em 1984

Em 15 de junho de 1985, João oferece a sua vida no Santuário para o desenvolvimento da Campanha da Mãe Peregrina. Na manhã de 27 de junho de 1985, o diácono João Pozzobon é atingido mortalmente por um caminhão no meio de uma densa neblina, em Santa Maria, enquanto seguia para assistir a missa no Santuário de Schoenstatt, como fazia todos os dias.
A Campanha da Mãe Peregrina, segundo o voto de Pozzobon, continua a crescer. Ela agora está presente em mais de 100 países em todo o mundo, nos seis continentes. Mesmo na Antártida há uma ermida da Mãe Três Vezes Admirável de Schoenstatt, na estação de pesquisa científica Comandante Ferraz.
João Pozzobon viajou mais de 140 mil quilômetros, com a imagem da Mãe Peregrina de Schoenstatt em seus quase 40 anos de apostolado.
Dados recentes do secretariado da Campanha no Brasil indicam que hoje somente nesse país há quase dois milhões e meio de famílias que recebem a imagem peregrina da Mãe Três Vezes Admirável, o que representa um em cada sete católicos brasileiros.

### Processo de canonização
Seu processo de canonização foi aberto no dia 12 de dezembro de 1994 na Arquidiocese de Santa Maria. Em maio de 2009, a fase diocesana foi concluída e o caso foi enviado à Congregação para as Causas dos Santos, em Roma.
A fase romana começou em 3 de Junho de 2009, apenas uma semana após a chegada dos mais de 10.800 documentos que instruíam a causa, o que surpreendeu seus postuladores, que esperavam um tempo mais longo de espera, entre três meses e um ano, para a recepção do caso no Vaticano. Desde então, João Pozzobon pode ser chamado de "Servo de Deus".
No dia 20 de junho de 2025, o Papa Leão XIV reconheceu as virtudes heróicas do Servo de Deus, João Luiz Pozzobon, concedendo-lhe o título de Venerável na Igreja Católica
Em Santa Maria, na avenida Osvaldo Cruz nº 697 encontra-se a antiga casa de João Pozzobon, que, após passar por extensa restauração, está aberta ao público como museu.